# 극장판 미소녀 전사 세일러문 이터널
《극장판 미소녀 전사 세일러문 이터널》(PRETTY GUARDIAN SAILOR MOON ETERNAL THE MOVIE: PART 1 / PART 2)은 일본에서 제작된 콘 치아키 감독의 2021년 애니메이션 영화이다.
이 영화는 전편과 후편으로 2개의 부문으로 구성되어 있다. 전편은 2021년 1월 8일 개봉되었다. 후편은 2021년 2월 11일 개봉되었다.
넷플릭스는 이 두 영화의 스트리밍 권리를 인수하였고 이후 2021년 6월 3일 스트리밍 서비스에 초연되었다.

## 시놉시스
벚꽃이 흩날리는 4월, 거리는 금세기 최대의 <개기 일식>을 맞아 축제 분위기이다.
초승달이 해를 가리고 점점 어둑어둑해지는 가운데, 우사기와 치비우사는 스스로에게 도움을 청하는 페가수스와 만난다. 골든 크리스탈의 봉인을 풀어줄 선택받은 소녀를 찾고 있다는 엘리오스는 어느 날 치비우사의 꿈에 나타나 도와달라고 부탁하는 것이었다.
같은 시간에 거리에는 <데드 문 서커스>라고 자칭하는 의문의 서커스단이 나타난다. 이들의 속셈은 악몽의 화신 레무레스를 뿌려 환상의 은수정을 손에 넣어 달과 지구를 지배하고 급기야 우주까지 지배하려는 의도였다.
"소녀"라고 불리며 스스로를 필요로 해주는 엘리오스에 옅은 연심을 품은 치비우사. 자신이 우사기의 짐이 아닐까 고뇌하는 치바 마모루와 자신 때문에 마모루를 보기만 해도 괴로워하는 우사기. 그리고, 싸움에서 점차 드러나는 「꿈」과 「사명」.
- 지금, 시간을 초월한 장대한 「꿈」의 이야기가 막을 올린다.